# Inhibitory wychwytu zwrotnego noradrenaliny i dopaminy

Noradrenalina

Dopamina

Inhibitory wychwytu zwrotnego noradrenaliny i dopaminy (NDRI) (ang. a norepinephrine–dopamine reuptake inhibitor) – grupa leków przeciwdepresyjnych hamujących reabsorpcję przez neurony dwóch neuroprzekaźników, noradrenaliny i dopaminy. W efekcie tego zwiększa się ich stężenie w szczelinie synaptycznej pomiędzy neuronami, co skutkuje wzrostem neuroprzekaźnictwa z jednej komórki nerwowej do drugiej. Mechanizm działania NDRI jest zbliżony do działania selektywnych inhibitorów zwrotnego wychwytu serotoniny (SSRI).

## Zastosowanie
Leki z tej grupy używane są w leczeniu między innymi:
- ADHD[2]
- narkolepsji[3]
- depresji[4][5]

## Lista NDRI
Istnieje wiele substancji z grupy NDRI, między innymi:
- bupropion[5]
- metylofenidat[6]
- amineptyna[7][8]